# ヴィリュイ川

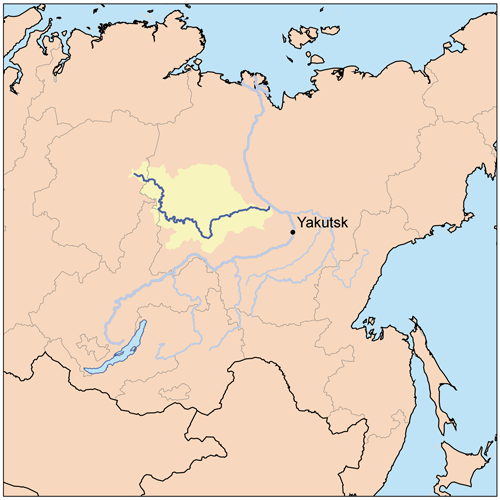
流域

ヴィリュイ川（ヴィリュイがわ、ビリュイ川、Vilyuy、Vilyui、ロシア語: Вилюй、サハ語: Бүлүү）は、ロシア・シベリア北東部のクラスノヤルスク地方およびサハ共和国を流れる川である。レナ川の左支流で、長さは2,650km、流域面積は45万4,000km2におよび、レナ川の支流の中では最も長い。流域の永久凍土層の厚さは1,500mに達し、世界有数の岩石凍結になっている。

## 流路
クラスノヤルスク地方（旧エヴェンキ自治管区）の西にある中央シベリア高原の北部、エコンダ（Ekonda）の町付近に源を発する。東に流れた後、サハ共和国に入り南東に向きを変える。この周辺は山間部でありところどころ非常に狭くなった渓谷がある。
途中、1967年に完成した長さ600m、高さ75mというカメノ・ナブロスナヤ（каменно-набросная）ダムによってせき止められた巨大な人造湖・ヴィリュイ湖に入る。ダムは狭い渓谷に作られているが、その上流にはいくつかの狭い渓谷で区切られた複雑な形状の広い水面が延々と続いている。人造湖の南東でチョーナ川（Chona）を合わせる。ここではヴィリュイスカヤ水力発電所により発電がおこなわれている。
ダムを過ぎて山間部を東に流れ、スンタル（Suntar）周辺で南から北へ向きを変える大きなカーブを切った後、レナ川沿いの中央ヤクート低地を東へ流れる。スンタルより下流では谷は大きく広がり北の中央シベリア高原から流れるマルハ川（Marha）やチュング川（Tyung）を合わせる。ヴィリュイスク（Vilyuysk）より下流では広大な氾濫原や湖沼地帯、分流、巨大な中州が続き、サンガル（Sangar）の北でレナ川に合流する。

## 流域の都市
沿岸にある主な町や村は、発電所の村チェリンシェフスキー（Cherynshevskiy）、河港のスンタル（Suntar）、ニュルバ（Nyurba）、ヴェルフネヴィリュイスク（Verkhnevilyuysk）、ヴィリュイスク（Vilyuysk）などがある。沿岸はチョウザメやサケ・マス類の漁業が盛んなほか、合流点から上流1,210kmのチェリンシェフスキーまで航行可能になっている。

## 支流
右岸（南側）は、ウラハン・ヴァヴァ（Улахан-Вава）、チルクオ（Чиркуо）、チョーナ（Чона）、ウラハン・ボトゥオブヤ（Улахан-Ботуобуя）など。左岸（北側）は、アータランダ（Ахтаранда）、イギャッタ（Ыгыатта）、マルハ（Марха）、チュキャン（Тюкян）、チュング（Тюнг）などがある。10月中旬には凍結し、5月中旬には氷が解ける。氷が解けると水量や水勢が急速に増し、氷混じりの水が増水する。

## 資源
地下資源もきわめて豊富である。1950年代以降、ヴィリュイ川の流域は、支流沿いのミールヌイやウダーチヌイなどでダイヤモンドの採掘が盛んなほか、鉄の鉱床が広がり、天然ガス、褐炭、金なども多数埋蔵されている。
ヴィリュイ川流域で発見されたホウ素を含む暗緑褐色のベスブ石には、ヴィリュイ石(Viluite)と名前が付けられていたが、同地で発見され、同じ名前で呼ばれていた灰礬柘榴石と混同するのを避けるためにウィルアイト(Wiluite)と改名され、独立種として承認された。